# Harry Brearley

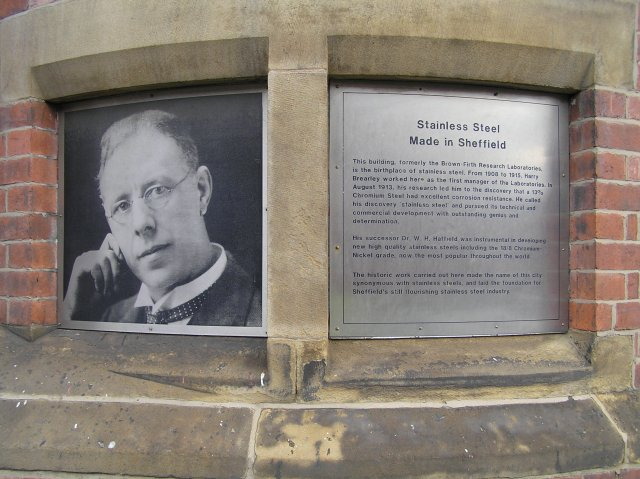
Monument în memoria lui Harry Brearley la fostul Brown Firth Research Laboratories

Harry Brearley (n. 18 februarie 1871, Sheffield, Anglia, Regatul Unit al Marii Britanii și Irlandei – d. 14 iulie 1948, Torquay, Anglia, Regatul Unit) a fost un metalurgist englez, considerat inventator al „oțelului fără rugină” (denumit mai târziu „oțel inoxidabil” sau „inox”).

## Viața
Brearley s-a născut la Sheffield, în Anglia, fiind fiul unui muncitor în topitorie. A renunțat la școală la doisprezece ani pentru a se angaja ca muncitor la o oțelărie din oraș, de unde a fost transferat ca asistent într-un laborator chimic al firmei.
Timp de mai mulți ani, în paralel cu munca, a studiat acasă și la seral, specializându-se în tehnici de producere a oțelului și în metode asociate de analiză chimică.
Când avea treizeci de ani, Brearley avea deja o reputație de profesionist experimentat, cunoscut ca fiind foarte priceput la rezolvarea problemelor industriale practice de metalurgie. În 1908, două importante companii siderurgice din Sheffield au ajuns la un acord pentru a finanța în comun un laborator de cercetări (Brown Firth Laboratories) iar Harry Brearley a fost invitat să conducă proiectul.
Brearley a murit în 1948, la Torquay, o stațiune pe malul mării în Devon, în Anglia de sud-vest. A fost înmormântat în catedrala din Sheffield.

## Dezvoltarea inoxului
În anii zbuciumați dinaintea Primului Război Mondial, producția de armament a crescut semnificativ în Regatul Unit, dar s-au întâmpinat probleme practice cauzate de eroziune (uzură excesivă) a suprafețelor interne ale țevilor armelor de foc și pieselor de artilerie. Brearley a început să cerceteze noi oțeluri care ar putea să reziste mai bine la eroziunea cauzată de temperaturile înalte. El a început să încerce adăugarea de crom în oțel, despre care se știa că crește punctul de topire al materialului, spre deosebire de oțelurile simple, cu carbon.
Cercetările s-au concentrat pe cuantificarea efectelor diferitelor niveluri de carbon (C, concentrații de circa 0,2 % masice) și crom (Cr, 6–15 % masice).
Pentru a efectua metalografie în studiul microstructurii aliajelor experimentale (principalul factor responsabil pentru proprietățile mecanice ale unui oțel) era necesar să se polișeze și să se graveze probele metalice produse. Pentru un oțel cu carbon, o soluție diluată de acid azotic dizolvat în alcool este suficientă pentru a produce gravura necesară, dar Brearley a constatat că noile oțeluri cu crom sunt foarte rezistente la acțiuni chimice.
Probabil datorită copilăriei petrecute de Harry Brearley la Sheffield, oraș celebru pentru producția de tacâmuri din secolul al XVI-lea, el a apreciat potențialul acestor noi oțeluri pentru aplicații nu doar în domeniul temperaturilor înalte, cum se intenționa la început, dar și în producția pe scară largă a unor produse pentru pregătirea și consumul hranei, cum ar fi tacâmuri, veselă, vase de bucătărie etc. Până atunci, cuțitele din oțel-carbon erau afectate de rugină, care le făcea neigienice, iar aceste probleme se puteau evita doar folosind materiale costisitoare, cum ar fi argint sterling sau argint-nichel. Brearley și-a extins cercetările incluzând teste cu acizi alimentari, cum ar fi oțetul și sucul de lămâie, obținând rezultate promițătoare.
Brearley a denumit la început noul aliaj „oțel fără rugină„ (în engleză rustless steel); denumirea mai sonoră „stainless steel” a fost sugerată de Ernest Stuart de la R.F. Mosley's, un fabricant local de tacâmuri. Primul oțel inoxidabil, un aliaj feros de 0,24%m C, 12,8%m Cr, a fost produs de Brearley într-un cuptor electric la 13 august 1913. El a primit în 1920 Medalia de Aur Bessemer din partea Institutului de Fier și Oțel.
Proiectele de cercetare în domeniul oțelului inoxidabil au fost întrerupte în timpul războiului, dar în anii 1920 eforturile s-au reluat. Harry Brearley a plecat de la Brown Firth Laboratories în 1915, în urma unor conflicte privind drepturile asupra patentelor, dar cercetările au continuat sub îndrumarea succesorului său, dr. W. H. Hatfield. Hatfield este considerat a fi cel care a dezvoltat în 1924, un oțel inoxidabil care până în ziua de azi este utilizat pe scară foarte largă, așa-numitul „18/8”, care pe lângă crom conține și nichel (Ni) (18%m Cr, 8%m Ni).